# خالد لونيسي
 خالد لونيسي  (1967 الجزائر) هو لاعب كرة قدم جزائري.

## روابط خارجية
- خالد لونيسي على موقع الاتحاد الدولي (مؤرشف)  (الإنجليزية)
- خالد لونيسي على موقع اتحاد تركيا (لاعب) (الإنجليزية)
- خالد لونيسي على موقع قاعدة بيانات كرة القدم.إي يو (الإنجليزية)
- خالد لونيسي على موقع ناشيونال فوتبول تيمز (الإنجليزية)
- خالد لونيسي على موقع عالم كرة القدم.نت (الإنجليزية)